# Fisklöstjärnen (Offerdals socken, Jämtland, 706915-140784)
Fisklöstjärnen är en sjö i Krokoms kommun i Jämtland och ingår i Indalsälvens huvudavrinningsområde.